# Бонниер, Ева
Ева Фредрика Бонниер (швед. Eva Bonnier; 17 ноября 1857 года, Стокгольм — 13 января 1909 года, Копенгаген) — шведская художница, меценат.

## Биография
Ева Фредрика Бонниер родилась в Стокгольме, была дочерью издателя Альберта Бонниер, принадлежащего династии Бонниер. Искусству живописи училась в 1878 году у шведского художника Августа Мальмстрёма, потом — в Королевской шведской академии искусств в Стокгольме.
Вместе со своей подругой, художницей-портретисткой Ханной Хирш, Ева Бонниер, с 1883 по 1889 год, училась в Париже. Её картина «Музыка» (1889) была отмечена в Парижском салоне. После возвращения в 1889 году в Швецию она до 1900 года рисовала в основном портреты. Среди работ художницы этого времени: автопортрет, портрет Лисьен Бонниер (Lisen Bonnier), портреты шведского учёного Хьялмара Лундбома (Hjalmar Lundbohm), политика Мориц Рубенсон (Moritz Rubenson), педагога Carl Jonas Meijerberg, поэта и критика Оскара Левертина. Одной из последних картин художницы является картина «Портнихи» (1887). Интересным в ней является использование падающего от окна света и текстур.
Ева Бонниер была членом шведской Ассоциации художников, некоторое время входила в правление Ассоциации.

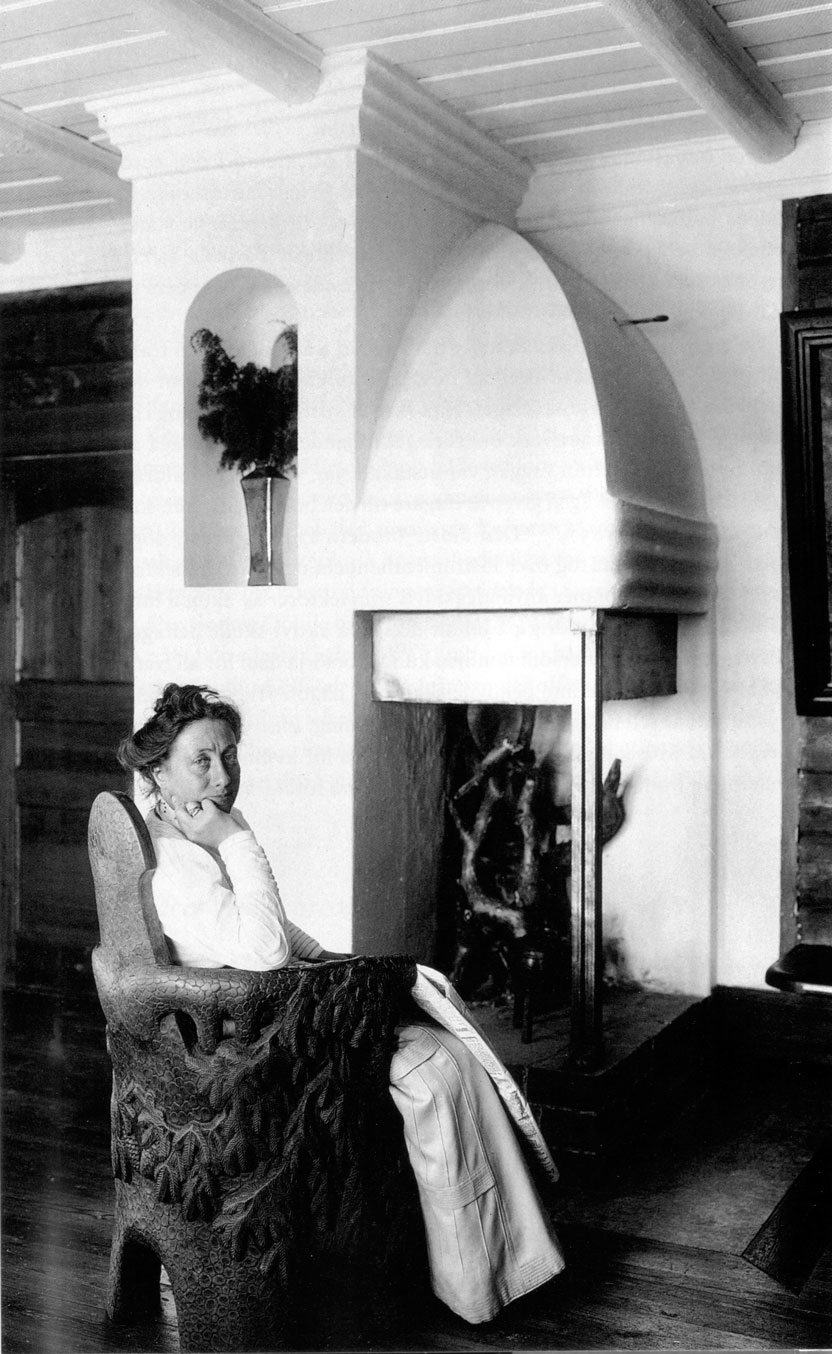
Ева Бонниер, 1905

В 1900-х годах Бонниер на полученное наследство занялась благотворительной деятельностью. Она основала фонд благоустройства Стокгольма, на средства которого создавались произведения искусства, предназначенные для украшения присутственных мест, таких как Национальная библиотека Швеции, Стокгольмский университет, Стокгольмские школы и др.
Ева Бонниер скончалась 13 января 1909 года. В настоящее время картины художницы хранятся в Национальном музее Швеции в Стокгольме, в частных коллекциях.

## Избранные произведения

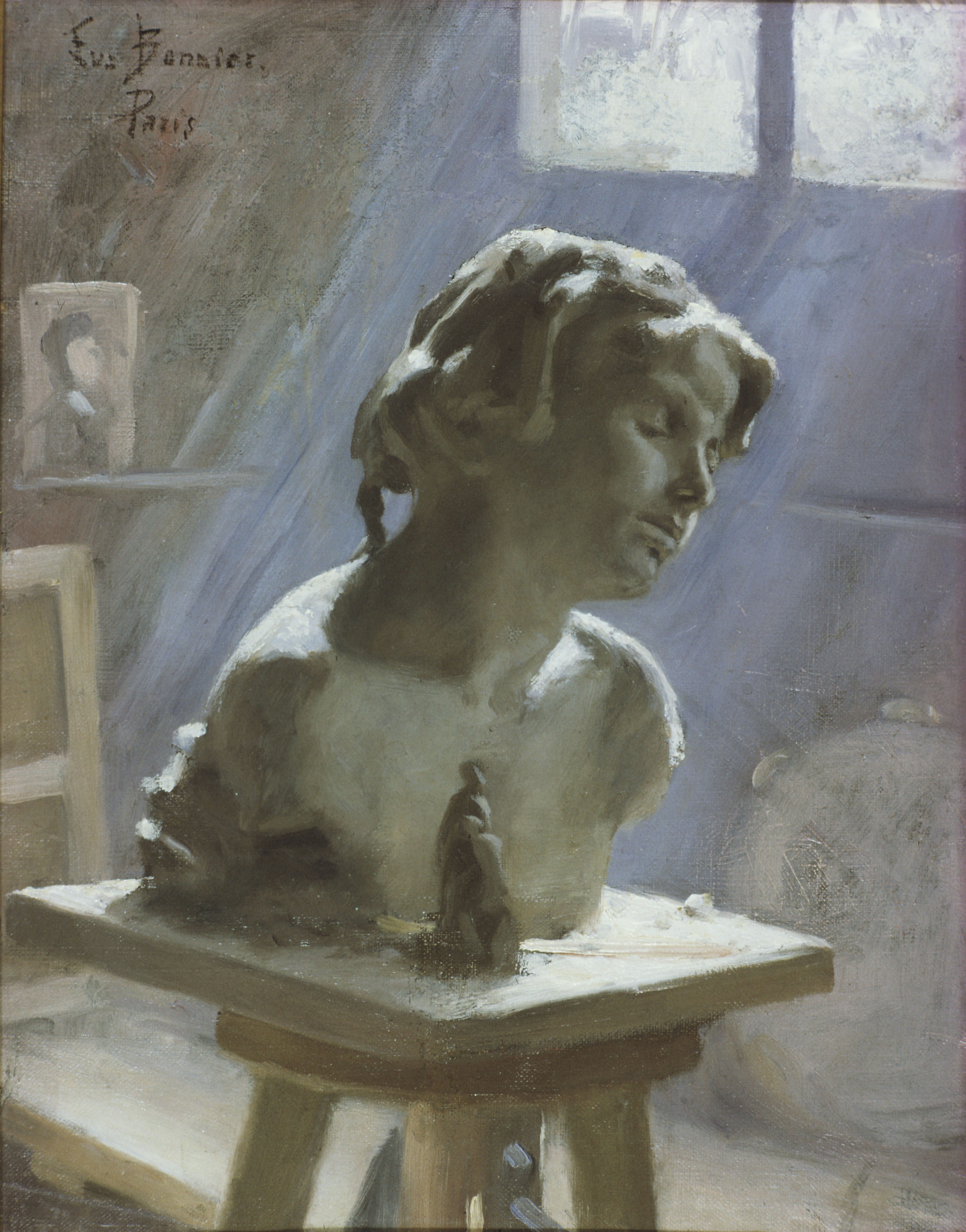
Интерьер студии в Париже, Национальный музей, 1886, Стокгольм
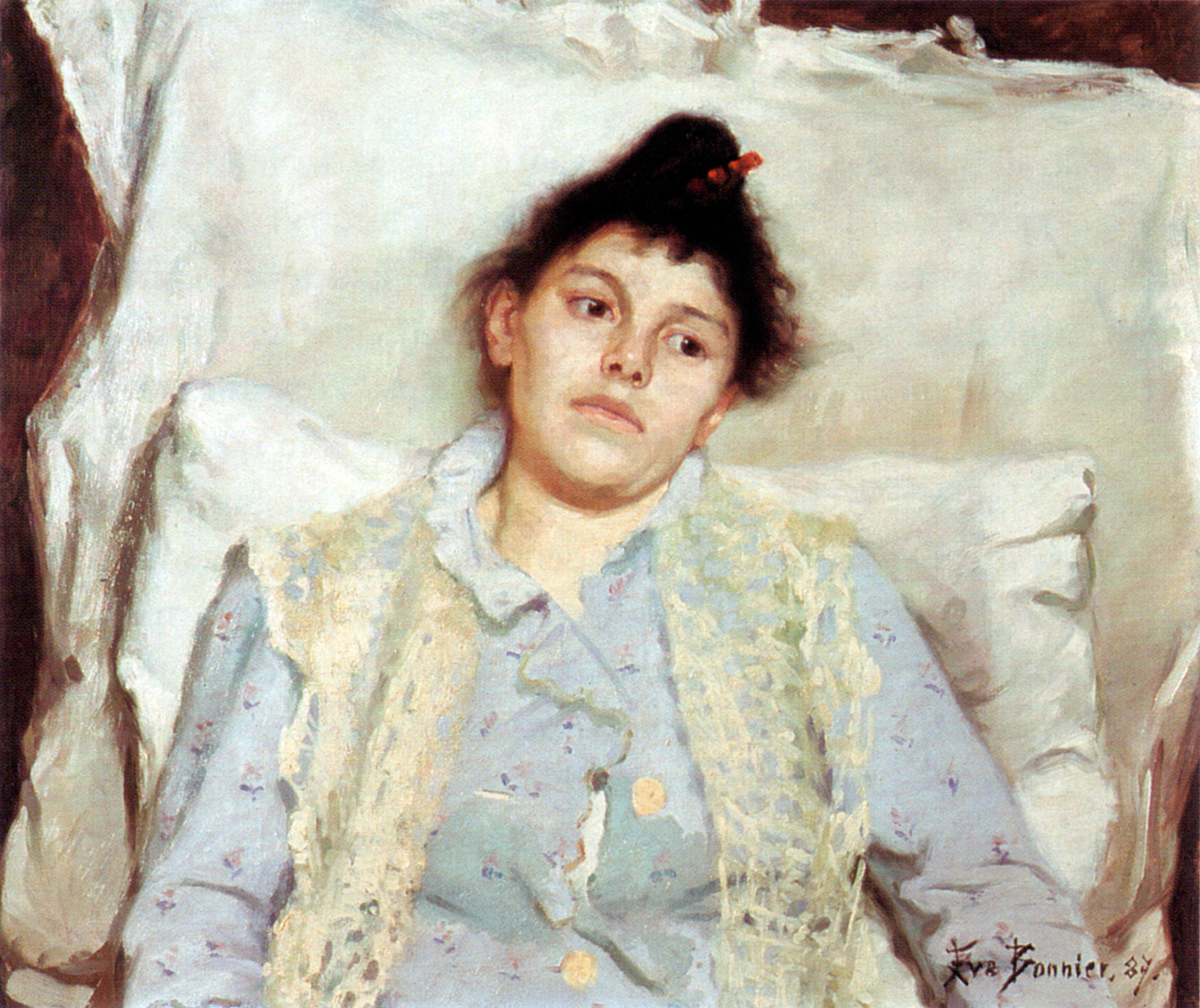
Магдалена Вальдемарсудде, 1887
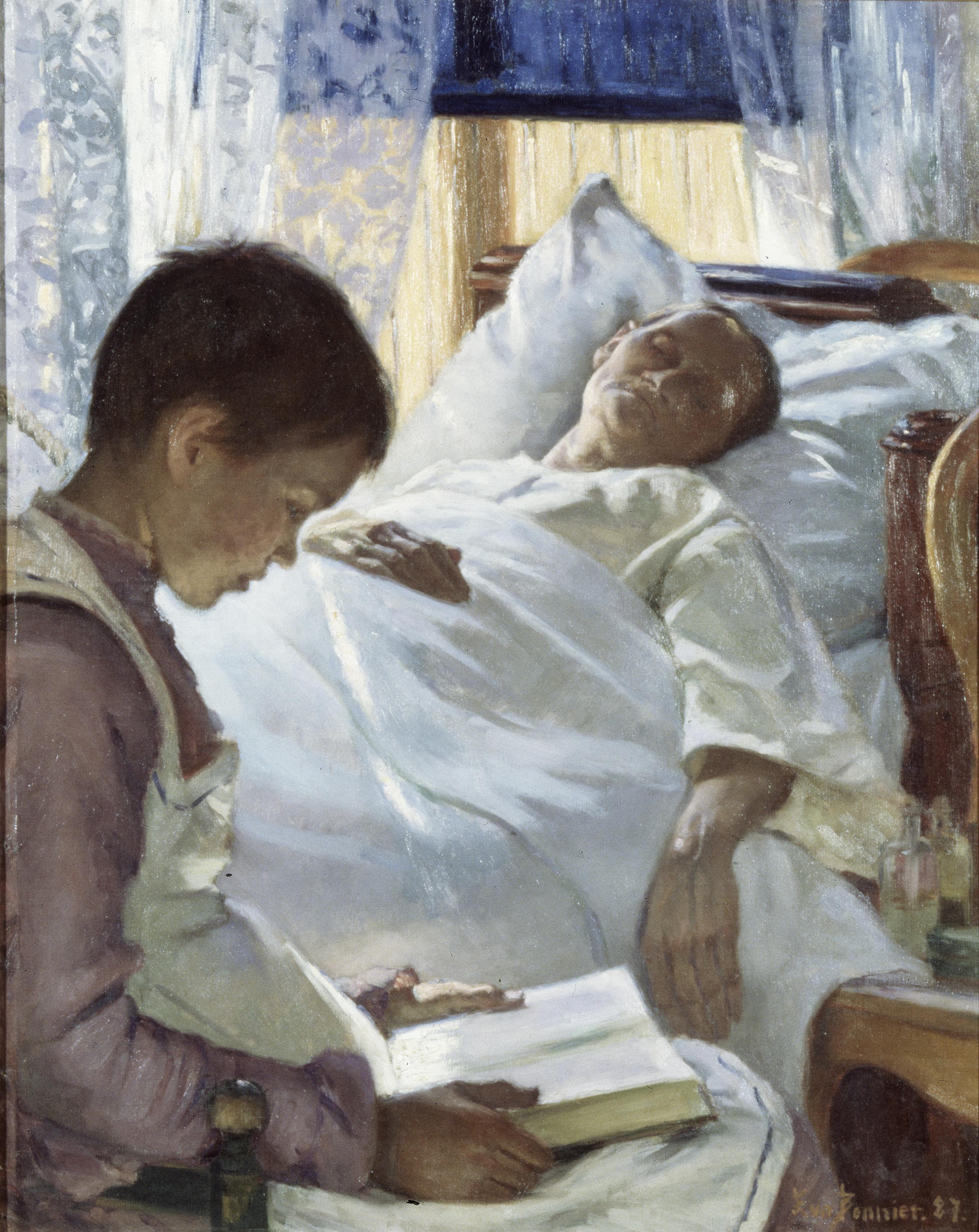
Больная, Национальный музей. 1887
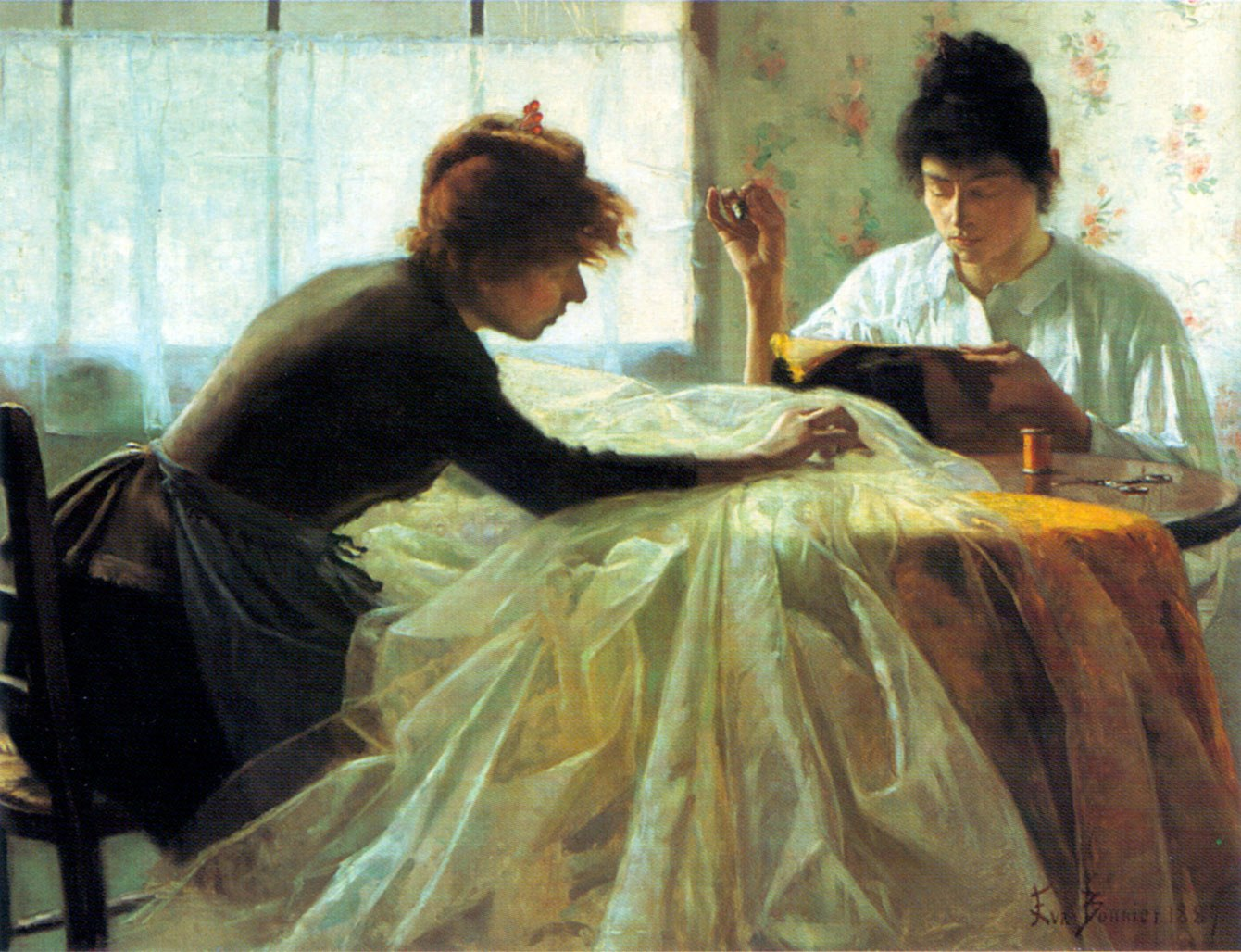
Портнихи. 1887
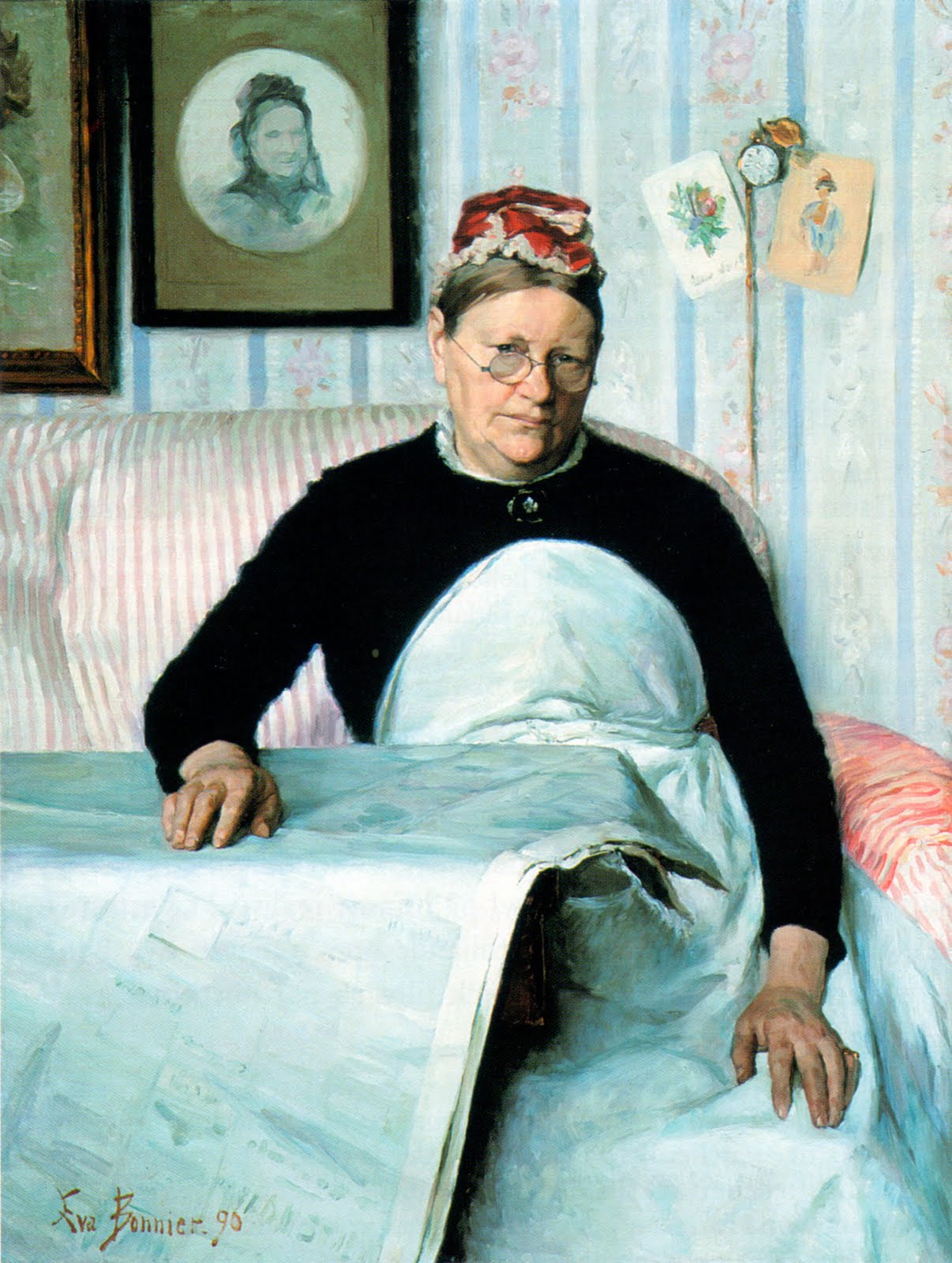
Хозяйка. Национальный Музей. 1890,  Стокгольм
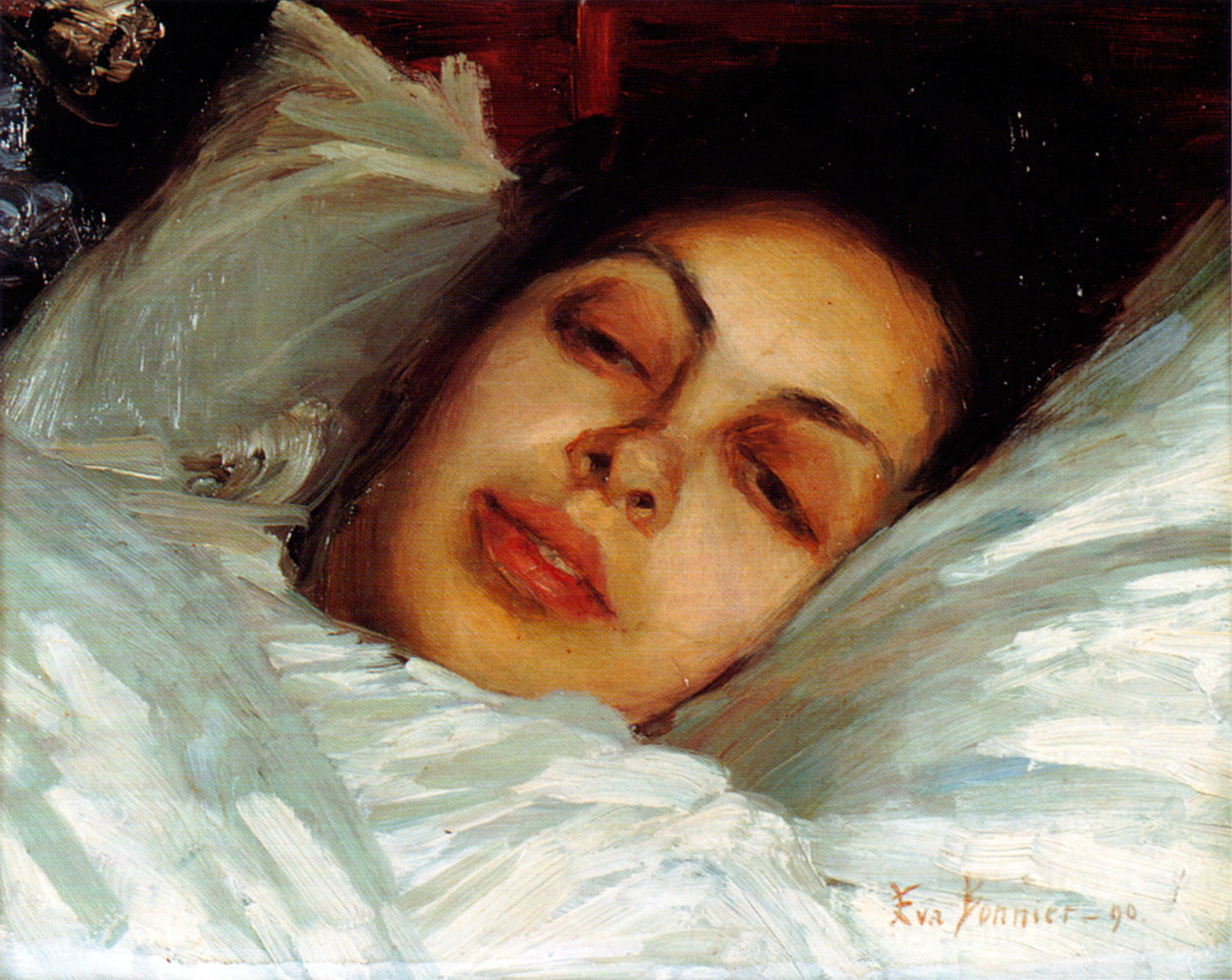
Выздоравливающая Лисьен Бонниер, 1890
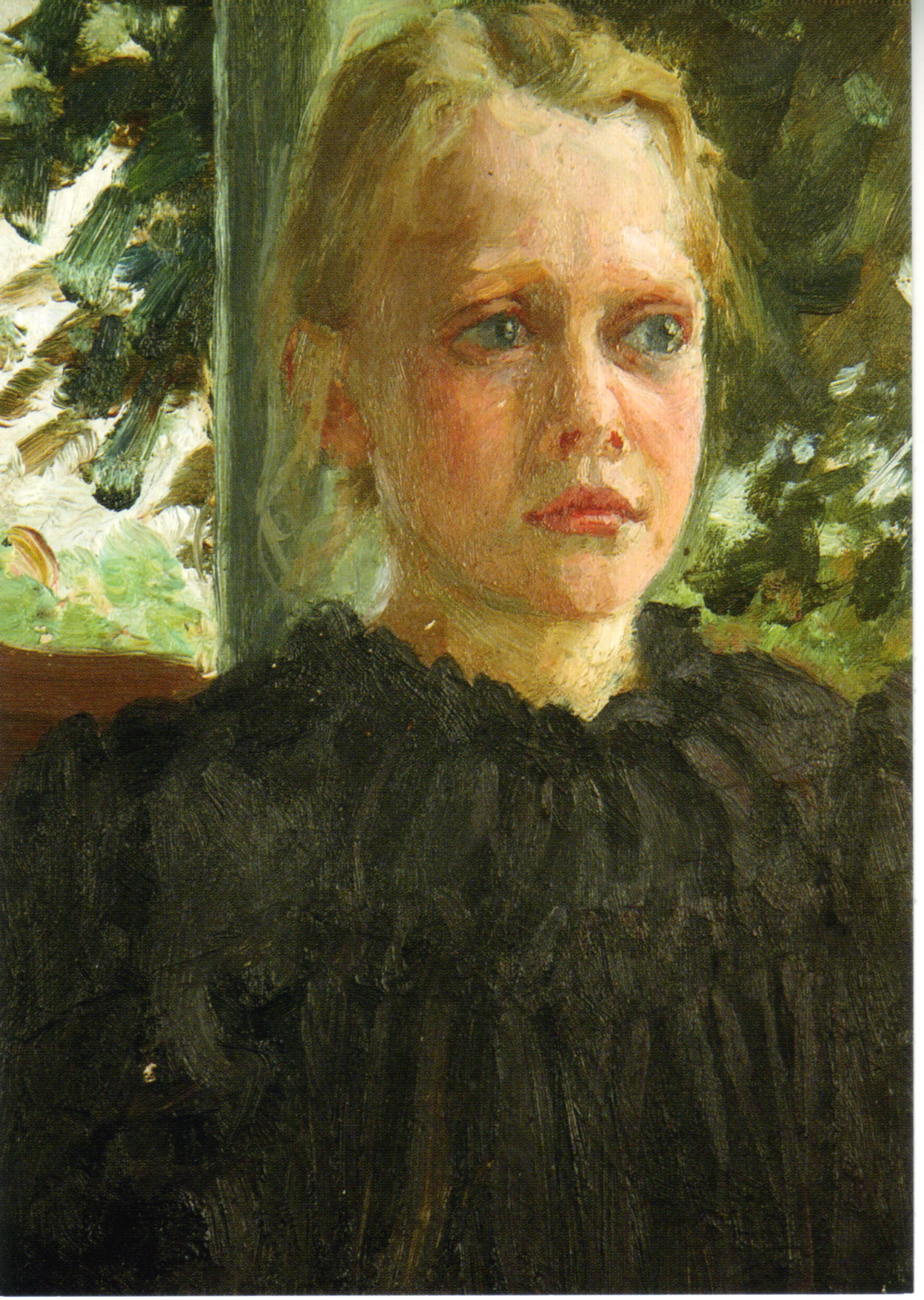
Юлия Хассельберг, 1906